# 真木今日子
真木 今日子（まき きょうこ、1990年9月3日 - ）は、日本のAV女優。LINX所属。

## 略歴
神奈川県出身。2011年1月、MAX-Aの専属女優としてAVデビュー。同年5月から8月までOPPAIの専属となり、以降は専属を離れ多数のメーカー作品に出演している。
2014年7月、セガのゲーム「龍が如く」のキャラクター出演をかけたセクシー女優人気投票にエントリーし、17位に選出された。
2015年11月、アダルト放送局「ぬきMIX」から誕生したアイドルユニット「ギンギン♂ガールズ」メンバーとなる。
2016年7月、所属事務所をマークスジャパンからジャパントータルプロモーションへ移籍。8月、「ギンギン♂ガールズ」としてCDデビュー。
2017年1月、LINXへ移籍。
2024年1月1日週FANZA通販フロアランキングにて、『親戚のドスケベWおばさんと朝から晩までハメまくった夏の記録 真木今日子 橘メアリー』（椿鳳院）が初登場2位を記録。
2024年6月24日週FANZA通販フロアランキングで『バイト先の人妻と不倫関係になった店長不在の7日間 奥井楓 真木今日子』（h.m.p）が初登場1位にランクイン。

## 人物
- 趣味・特技はカラオケ、ゴルフ[1]。猫好きで、自宅で猫を3匹飼っている。
- 初体験は、19歳[5]。
- 前職は某多国籍企業関連のパティシエ。AVデビュー後も半年ほど兼業していた。兼業時代に同僚にAV出演をほのめかれたが、パティシエを辞めるつもりだったのであっさり認めた[6]。

## 作品

### アダルトDVD
- New Comer 恥じらうほど感じ過ぎる G-cup BODY 真木今日子（1月14日、MAX-A）
- MAX GIRLS 37（1月14日、MAX-A）※真木はイメージシーンのみ収録。
- 恥ずかしい敏感なカラダ。真木今日子（2月11日、MAX-A）
- MAX GIRLS 38（2月11日、MAX-A）
- いつでもドコでも何回でも連続射精11連発! 真木今日子（3月11日、MAX-A）
- 真木今日子の本気SEX6本番（4月8日、MAX-A）
- MAX GIRLS 39（4月8日、MAX-A）
- OPPAIデビュー 黒髪美巨乳女子校生とおっさんのフェチなお付き合い 真木今日子（5月19日、OPPAI）
- 美巨乳ナースのご奉仕看護 真木今日子（6月19日、OPPAI）
- OPPAI女教師スペシャル 優しく中出し授業3時間30分 仁科百華 真木今日子 木下若菜（8月19日、OPPAI）
- 巨乳鷲づかみSEX きょうこGカップ（8月25日、オーロラプロジェクト）
- カラダをウリにする絶対的美少女 真木今日子の場合 VOLUME 06（9月1日、プレステージ）
- 嫉妬に狂った弟は 僕の姉、貸します。〜6つのパターンで絶頂SEX〜 好きな体位で絶対にヌケる新感覚映像! 真木今日子（9月7日、桃太郎映像出版）
- 豊乳妻発情期 05 真木さん (25)（9月13日、プレステージ）
- 逃亡中 浅乃ハルミ AIKA 真木今日子 桜花えり（10月6日、ATOM）
- SOAP ご奉仕最高級ソープ あなたはドコでヌク…?（10月7日、桃太郎映像出版） ※「KYOKO」名義
- 働くお姉さんの制服黒ストッキング（10月7日、TMA）
- 真木今日子の究極手コキ!!（10月11日、プレステージ）
- 東京ブルドック 16（10月11日、プレステージ）
- ボクのクレームを聞きに来た女が、「何でもします」と言うので文句をつけて勃起したチ○コでやりたい放題ヤッてやった。 8（10月11日、プレステージ）
- 夫のせいで何度も犯される人妻 きょうこ（10月25日、ハヤブサ） ※「きょうこ」名義
- 私立INRAN病院 爆乳ナースステーション 椎名ひかる 真木今日子 さとう遥希 小坂めぐる 森ななこ（11月1日、プレステージ）
- 愛欲に溺れて… 〜背徳の逢い引き情交〜（11月3日、タカラ映像）
- 人妻不倫情事（11月11日、なでしこ）
- 本能剥き出し生中出し乱交 長澤あずさ 真木今日子（11月25日、ダスッ!）
- 宅配巨乳ギャル!! 巨乳ギャルをあなたの好きにしていいですよ（11月25日、ハヤブサ）
- 隣の部屋で寝ていたはずの彼女の妹が姉と僕のエッチを覗き、頬を赤らめオナニーをしていたので…（12月1日、プレステージ）
- 働くお姉さんのタイトスカート尻コキ（12月1日、Fetishist/妄想族）
- 夢の近親相姦♡ 年頃になった姉5人の熱い視線が思春期の僕の勃ちやすいチ○ポを欲しがっている 真木今日子 羽月希 神木なな 仲本紗代 津川麻衣子（12月8日、ヒビノ）
- 真木今日子の3D風俗店（12月15日、NEXT GROUP）
- 日本国民全裸の日9 ごっくん痴女バージョン 椎名みくる 琥珀うた 真木今日子 加藤梓（12月22日、AKNR）
- 乳首いじり屋（12月22日、AKNR）
- 人妻読者モデルになりませんかとメイクしてあげて身も心もアゲアゲにして中出ししちゃいました（12月23日、なでしこ）
- 逆恨みされレイプされる女たち（12月25日、ハヤブサ）

- 恥辱のショータイム（1月7日、アイエナジー）
- 満たされない若妻のムッチり尻が満員路線バスで勃起ペニスに密着出逢い以上のスリルを求めて腰を振る（1月7日、SWITCH）
- Catsuit Fetishism [キャットスーツ]（1月13日、青空ソフト）
- 競泳水着 LOVERS DOUBLE（1月13日、TMA）
- 足裏パラダイス（1月19日、KEU）
- 狂おしき接吻と情交 新妻と義父（1月19日、ヒビノ）
- スロ〜時々高速フェラチオ（1月20日、SEX Agent/妄想族）
- フェラでイカせてあげる!!20人のいやらしいお口!! 私たち、男の人を気持ちよくザーメンを抜くのが大好きなんです（1月25日、ハヤブサ）
- なにこのフェロモンw スタイル良すぎてひくわw 人妻の癖にどんだけヤリたいんだって話ですよ┐（´д｀）┌ （1月27日、バルタン）
- 美女マ●コ生ソープ 〜究極の癒し浴場〜（2月7日、桃太郎映像出版）
- 友達の姉に誘惑されて痴女られた俺（2月9日、AKNR）
- タートル着衣パイズリ 2（2月17日、SEX Agent/妄想族）
- ももコキ（2月17日、SEX Agent/妄想族）
- グラマープレス工場 真木今日子 前田優希（2月23日、KEU）
- キスしながら乳首を責めて手こきして抜いてあげる II（2月25日、ハヤブサ）
- おませな女子校生のフェラチオはうますぎだから気持ちよすぎていっぱいザーメンが出ちゃいました（2月25日、ハヤブサ）
- 巨乳マ●コ真性なま中出し 〜揉み掴んでナマ発射!〜 17人（3月7日、桃太郎映像出版）
- MOODYZファン感謝祭 バコバコバスツアー2012 小悪魔痴女たちの誘惑大乱交SP 初美沙希 そらのゆめ すずきりりか 杏子ゆう 霧島あんな 長澤あずさ 大槻ひびき 木下若菜 愛原さえ 鈴木ありす 真木今日子 ももかさくら さとう遥希 Maika 羽月希 このは（3月13日、MOODYZ）
- 夫のせいで私は見ず知らずの男たちに犯されました II（3月13日、ハヤブサ）
- 非ヌキ系サロン 洗体エステで勃起しちゃった僕。 5（3月22日、AKNR）
- 全身性感帯 真木今日子（3月22日、MAD）
- 中出し人妻不倫旅行 23（3月25日、ビッグモーカル）
- 爆乳complex 真木今日子（4月1日、ワンズファクトリー）
- SEXのハードルが異常に低い世界 2（4月5日、DEEP'S）
- 絶対に手を出してはいけない相手をレズ夜這い 4（4月5日、AKNR）
- 超軟体拘束レズビアン・オイルマッサージ泡吹きマジイキ♡ 水嶋あずみ 真木今日子（4月5日、ヒビノ）
- 巨乳混浴コンパニオン 3 真木今日子 前田優希 菅野みいな 板野カレン（4月21日、ROCKET）
- 爆乳家庭教師 Glamorous Lesson（4月25日、ビッグモーカル）
- 狙われた巨乳妻 〜歪んだ愛情に犯されて〜（4月25日、マドンナ
- 巨乳若奥さんと隣の美熟女レズビアン 桐原あずさ 真木今日子（5月1日、U&K）
- 知り合いの女がレズっているところを偶然見てしまった僕は初めての光景に興奮を抑えきれず勃起したチ○コを…（5月2日、プレステージ）
- THEデリバリー!! 巨乳ギャル4時間SP（5月13日、ハヤブサ）
- 新妻足不倫 「足コキって、不倫なんですか?」（5月18日、SEX Agent/妄想族）
- 極上BODY爆乳痴女の素人お宅訪問 ～男根一本に群がる女たち～ 長澤あずさ 仁科百華 真木今日子（5月25日、美）
- 舐めまくり★手こき（5月25日、ハヤブサ）
- いけない女たち 5（6月8日、LEO）
- 絶対服従!ドSなGALお姉さん2人のM男責め!! 11 真木今日子 吉見奈央（6月15日、BS）
- 筆おろし 童貞君! こんな素敵な素人妻に筆おろしされてみませんか? 癒し巨乳妻編（6月25日、ビッグモーカル）
- 僕が彼女をしばるとき 昼間にオフィスへ電話をかけて… 真木今日子（7月20日、ドリームチケット）
- THE 真木今日子 (GEN-078)（7月25日、ハヤブサ）※単体ベスト
- 強制連続抜き地獄 キン○マ袋、カラッカラになるまで抜いてあげる（8月13日、アロマ企画）
- 美魔女の秘密 女によって、女は美しくなる。（8月13日、U&K）
- ノーパンパンストEROS 3（8月15日、ジャネス）
- 男女共用のトイレに行ったら偶然にも女性が用を足している瞬間に遭遇! 興奮した僕のチ●ポはフル勃起状態で、我慢できずに誘ってみると恥ずかしさと驚きで何でも言う事を聞いてしまう!!（8月24日、SCOOP）
- レズ レイプ RETURNS 6 吉見奈央 真木今日子（8月25日、ジャネス）
- 欲求不満を見抜かれた人妻が強引に口説かれ中出しされてしまいました（9月28日、なでしこ）
- 女王様バイブル M奴隷アナル拡張計画 10 真木今日子（10月5日、BS）
- Boots ボンデージ DE 病みつき手コキ性感 2（10月5日、BS）
- MOODYZファン感謝祭 うらバコバコバスツアー2012 補欠者救済?バコバス潜入捜査大作戦!!（10月13日、MOODYZ）
- パンスト直穿きレズビアン 5 真木今日子 吉見奈央（10月25日、ジャネス）
- 直穿きパンストクンニ レズビアン（11月25日、ジャネス）

- 義父愛欲 熟れ尻縄生活（1月13日、赤ほたるいか/妄想族）
- 睨まれレイプ（4月1日、MOODYZ）
- 有名女優が通う高級レズソープ 6（4月12日、クリスタル映像）
- 姉の同僚の魅力的な美人OLに弄ばれてしまった童貞の僕（6月20日、SOSORU）
- ダークヒロイン ゼロ 前編 討伐編（8月9日、GIGA）
- ダークヒロイン ゼロ 後編 凌辱編（8月23日、GIGA）
- 凌辱伝説 6  ナショナルヒロイン ミス・サンライズ（8月23日、GIGA）
- 野外人妻羞恥 23（10月4日、映天）
- バトルプリンセス スパンデクサーACT4 討伐編（10月11日、GIGA）
- バトルプリンセス スパンデクサーACT5（10月25日、GIGA）
- スーパーヒロイン危機一髪 51  セクシー仮面 許されざるメス編（12月13日、GIGA）

- キレイなお姉さんの蒸れたパンスト手コキ（1月5日、ジャネス）
- 全裸オイルキャットファイト 真木今日子 北条麻妃 夏樹カオル 西園寺れお 愛咲リア 樹花凜 高澤美優 藤堂ルシア（1月9日、ROCKET）
- 「『私は脱ぐけど貴女はどうするの?』 女2人の羞恥契約バトル! 生保レディのフリした波多野結衣の肉体契約に釣られて本物生保レディは契約のためにセックスまでするか?」 VOL.1（3月20日、DANDY）※主演は波多野結衣。真木は助演。
- 高飛車ヒロイン羞恥責め（3月28日、GIGA）
- 一人暮らしの僕の隣に越してきたボイン姉妹。巨乳の谷間が寂しい僕のチ○コを誘ってくるので辛抱たまらん!!（5月22日、SWITCH）
- アテナ 蒼き地球の守護女神たち（8月22日、GIGA）
- 60歳のワシ（余命半年）が5人の爆乳女子に囲まれながら過ごす、'精子空っぽになるまで抜かれる'贅沢6P生活 西條るり 倉多まお 菜月アンナ 新山かえで 真木今日子（9月6日、SODクリエイト）
- ボディジャック 6 Evolution 一之瀬すず 夏海花凛 雨宮真貴 真木今日子（10月9日、ROCKET）
- ニット越しにもハッキリと分かる巨乳ノーブラ乳首ポッチに興奮した僕（11月8日、アイエナジー）
- 性交クリニック 特別版 童貞ユーザー様筆おろし看護SP（12月6日、SODクリエイト）

- 近所のママさんに悪ガキ共の性的興味がエスカレート! 子供の悪戯に大人女のカラダが感じ出したもんで、スキを見てピンコ勃ちチ○コ入れちゃったぞ!（1月8日、SWITCH）
- スーパーヒロインアクションウォーズ 愛と勇気の使者グレイス仮面（1月9日、GIGA）
- 愛と勇気の使者グレイス仮面（2月27日、GIGA）
- 愛の化身マリアージュ（3月13日、GIGA）
- レズビアンに囚われた女潜入捜査官 ～地下キャットファイトクラブ・復讐のレズビアン～ 蓮実クレア 希咲エマ 真木今日子（4月7日、ビビアン）
- 部長の奥さんがエロすぎて… 真木今日子（4月13日、VENUS）
- シリーズ団塊 12 真木今日子の場合 山田裕二 67歳（4月16日、UIA）
- スーパーヒロイン絶体絶命55 磁力戦隊マグナマン編（5月8日、GIGA）
- スーパーヒロイン肉便器 THE★STARLADY（5月22日、GIGA）
- マセガキ供がボインだらけの女湯に子供だからとマンマと入り、大人女のカラダにイタズラ三昧、油断してたらガキピン勃ちチ○コを入れてきた（6月6日、SWITCH）
- 美○女戦士セーラーレジェンドV 前編（6月12日、GIGA）
- 試着室で女性店員にお願いフェラ（6月19日、MEGA BOX/妄想族）
- 貞操逆転アプリを手に入れた!! 陽木かれん 吉川いと 真木今日子 小峰みこ（7月9日、ROCKET）
- デカ尻娘と父親が尻コキ素股で近親相姦（7月23日、ROCKET）
- 夢の近親相姦! 「パパには絶対内緒だよ」 まだまだイケてるママのボインに久しぶりに触れた思春期の僕。カッチカチに勃起したチ●コをパパには見えない所で握りしめてきた。（7月23日、SWITCH）
- 近所のママ友たちのパンチラ & パイチラで僕の思春期チ○コカッチカチ! 6人のマ○コにもて遊ばれて精子が溜まるヒマもありまっしぇ～ん!!（10月8日、SWITCH）
- スーパーヒロイン危機一髪 61  美○女仮面オーロラ フェアリープリンセス 口裂け魔女の恐怖（10月8日、GIGA）※主演は高山えみり。真木は助演。
- ROCKET8周年記念ユーザーリクエスト祭り かかってこいよ風間ゆみ 因縁女優とガチンコレズバトル3番勝負 風間ゆみ 北条麻妃 真木今日子 加納綾子（12月24日、ROCKET）

- 通勤バスはギュウギュウの満員で目の前には黒パンストのOLだらけ! どうしようもなく興奮しちゃった僕は生チ○コ擦りつけたら握り返してきた 5（1月8日、SWITCH）
- 淫語娘 2016（1月13日、アロマ企画）
- 美少年ヒーロー凌辱 時空戦隊ミレニアムグリーン（1月22日、GIGA）※主演はあいださくら。真木は助演。
- 彼氏のお見舞いに来た女のミニスカパンチラでチ○コだけ元気になった僕 カーテン越しに痴漢したら女のお股は即濡れで彼氏の寝てる横で僕のチ○コに乗ってきた（2月18日、SWITCH）
- クリムゾンレッド（4月8日、GIGA）※主演は涼川絢音。真木は助演。
- 同窓会で会った憧れの彼女は人妻になっていた。旦那と上手くいってないのか彼女いない歴30年の僕のチ●コを机の下で握りしめて放さない。みんなの目を盗んで店内でヤッちゃっていいんですね?!（4月21日、SWITCH）
- お義父さんあそこが疼いてしょうがないんです…。真木今日子（5月26日、タカラ映像）
- 内緒で本番OKのデリヘル嬢にバックで突いている最中に、こっそりゴムを外して生ハメしたら超敏感に! 激しいSEXの快感で痙攣しながらイキまくる淫乱女に中出し!（5月26日、アイエナジー）
- 淫辱の女体オークション 希美まゆ 真木今日子（6月7日、アタッカーズ）
- やけになって営業中の店内で犯した最低な俺を怒りもせず柔らかい巨乳と南国生まれのセックスで励ましてくれた愛しのフィリピーナ（6月9日、ナチュラルハイ）
- 常に焦らす寸止めメンズエステ（6月23日、アイエナジー）
- 病院で噂の老人たちの性処理をする巨乳嫁 真木今日子（7月7日、グローリークエスト）
- 巨乳の姉妹と貝合わせ素股でハーレム近親相姦 2（7月7日、ROCKET）
- 淫熟フェロモン交尾 Vol.11 真木今日子（7月15日、ジャネス）
- 女子限定シェアハウスのエアコンが壊れ、修理に行った俺の目の前で汗だくノーブラ乳首＆おパンティ丸出し状態で頭はクラクラだけどチ○ポはビンビン! 女達の視線も俺のチ○ポに釘付けで、これは! もう! ヤレルで!!（7月21日、SWITCH）
- はだかの主婦 横須賀市在住 真木今日子 (30)（8月1日、プラネットプラス/裸婦趣向）
- ROCKET8周年記念作品マイクロビキニでドキッ!巨乳20人!水泳大会2016（8月6日、ROCKET）※5000枚限定Blu-ray版同時発売。
- 訪問先でおもちゃの実演販売をするトップセールスレディ（10月1日、プラネットプラス）
- マジックミラー号 原宿で声をかけた‘双子コーデ’の仲良し女子大生同士が初めてのDeep Kiss! 高まる気持ちに火を付けて、さっきまで親友だった2人が発情マ○コ密着させてイかせ合っちゃいました! 真木今日子（10月20日、SODクリエイト）
- 女盛りのママだから息子の同級生の元気チ○ポに辛抱たまらん! 2 「おばさんがオトナの女のカラダ教えてあげる♡」 息子の目を盗んでスローピストンで若いチ○ポたっぷり味わい尽くした（10月20日、SWITCH）
- 下着モデルをさせられた妻 真木今日子（11月25日、人妻花園劇場）
- 実録! ド変態人妻達の性交尾!!（12月23日、GIGOLO）

- 父の再婚ママに娘が3人! 女性経験ゼロの僕がボインママ & 年頃の姉さん達との夢の同居生活! 初めて見る女家族のパンチラ胸チラに僕のチ○ポは毎日絶倫状態で、ママも姉さんも熱いマ○コで歓迎してくれました（1月19日、SWITCH）
- 淫語捜査一課 M男強制事情聴取（1月20日、OFFICE K'S）
- ママ友たちと温泉旅行「子供なんだから一緒に入ればいいでしょ! 」混浴したら湯船は大人のボインだらけでチ〇コ勃っちゃった! 「ママには黙っててあげるから」元気な子供チ○ポに興奮した奥さんたちは寄ってたかってもてあそんでくれました。 (2月2日、SWITCH)
- 近親［無言］相姦 隣にお父さんがいるのよ…（4月1日、VENUS）
- 僕のまわりは人妻ばかり! 入学したらモテ経験ゼロでも若いチ○ポが欲しいだけの奥様達には誘惑されまくりで下半身が休めなくなりました（4月6日、SWITCH）
- 通勤バスはギュウギュウの満員で目の前には黒パンストのOLだらけ! どうしようもなく興奮しちゃった僕は生チ○コ擦りつけたら握り返してきた  8（5月3日、SWITCH）
- 親友の夫との欲情不倫 佐倉絆（5月12日、Million）※主演は佐倉絆。真木は助演。
- SNSで募集したHカップ奥様にデカチン鑑賞してもらうはずが我慢できずに生挿入! しかも中出し!! 4（5月23日、オーキッド）
- 人妻モデルに「パンティの間に挟むだけ…」のバイブ & 電マがニュルンと挿入ったり振動でガマンも限界 羞恥アクシデントに腰クネらせて赤面涙目ガクブル懇願 「しょうがないですね…」生チ○ポ目の前に出すと即フェラ × 即ハメ × 中出しSEX!!（6月23日、S級素人）
- 都内某有名ホテル IカップSHOT BAR店員 オヤジと美女の後腐れナシで楽しむ割り切り肉体関係 ブライベートハメ撮り動画流出! 真木今日子（6月25日、Shark）
- スク忍斑鳩 絶体絶命（7月14日、GIGA）※主演は二宮和香。真木は助演。
- 大量ごっくんと真性中出し38連発113分ノンストップ1本勝負ガチンコ撮影会 真木今日子（7月19日、Fitch）
- ボインが急成長した親戚のお姉ちゃん達と一緒にお風呂に入ったら、隠しきれないぐらいに勃起した僕のチ○ポ! 最初は面白がって触ってるだけだったけど二人っきりになった途端Hモード全開で僕のチ○ポを挿入してきた（7月20日、SWITCH）
- おち○ちんを褒めて励まし自信をつける最先端不妊治療クリニック 蓮実クレア あず希 彩奈リナ 羽月希 優希絵理奈 真木今日子 相澤ゆりな 来栖らいち 美泉咲（8月19日、ZUKKON/BAKKON）
- はだかの訪問介護士 真木今日子（9月1日、プラネットプラス/裸婦趣向）
- 『お願いイカせて!』 フニャチン勃起を見て動揺する新人おばさんマッサージ師に即ハメ! イキそうになってもイカせない寸止め激ピストンで焦らしたら騎乗られた VOL.1（9月7日、DANDY）
- 女王蹂躙地獄 vol.11 華麗なる女王蜂に絡みつく恥辱の縄 禁断のヌメリは残酷なほど匂い立つ（10月1日、Baby Entertainment）
- マジックミラー号 レズNTRナンパ タチレズクイーン真木今日子の濃厚ベロちゅう貝合わせでノンケ女子がレズ覚醒（10月5日、ROCKET）
- 『もうちょっとでイキそうだったのに…』 寸止め状態で痴漢を止められたOLおばさんは場所も気にせず近くにいたデカチン少年に何度も絶頂をせがむ VOL.1（10月5日、DANDY）
- 本屋で勉強漬けの男子学生にエロ本見せつけたイケない人妻 4 狭い店内でボインを押しつけビン勃ちになった未経験チ○コに店員や他の客にバレないように大人の女のカラダたっぷり教えこみました（10月5日、SWITCH）
- 真木今日子の爆乳劇場 Hcup! 98cm（11月1日、プラネットプラス/マラカス）
- 巨乳チクピストによる乳首性感いじり専門 「常にふたりで」乳首責めメンズエステ（11月2日、SODクリエイト）
- 女監督ハルナの素人レズナンパ117 真木今日子ちゃんが友達同士にHなイタズラからのぉ濃厚3Pレズ!（11月15日、ピーターズ）
- SODファン大感謝祭! 1日限りの限定オープン! 総発射数36発! Fカップ以上の巨乳女優が集まる本番も出来るおっぱいパブ（素人男性30名参加）尾上若葉 君島みお 篠田ゆう 蓮実クレア なごみ 真木今日子 羽生ありさ（11月16日、SODクリエイト）
- Tバック不倫妻 夫は知らない、妻が履くTバックの理由 真木今日子（11月17日、クリスタル映像）
- カラダと汗が交じり合う 爆乳人妻レズビアン 優月まりな 真木今日子（11月19日、ビビアン）
- 悪徳探偵事務所の極秘調査資料映像流出!!（11月24日、MAGIC）
- 悪の女幹部ヒロインなりすまし（12月8日、GIGA）※主演は優梨まいな。真木は助演。
- パイパン全裸奴隷 夫の部下に剃毛調教された爆乳妻 真木今日子（12月13日、Fitch）

- スーパーガチンコ全裸レズバトル REVENGE WARS 2018 神納花 波多野結衣 碧しの 真木今日子 宮沢ゆかり 優月まりな 春菜はな 泉ののか（1月11日、ROCKET）
- 義父にNTRれて… 真木今日子（1月26日、人妻花園劇場）
- 高飛車ヒロイン レディ・マーベリック ～暴かれた弱点～（1月26日、GIGA）
- ウチの会社は最高に楽しい! なぜなら社内で最もセクシーでソソる女子社員がチ○ポ好きの淫乱だから! わざとパンツを見せつけ勃起させると、机の下に隠れて強力バキュームフェラで男子社員の股間を喉奥までしゃぶりまくり!（2月22日、SOSORU×GARCON）
- うまなみの兄にめろめろにされた弟嫁（3月8日、タカラ映像）
- オス! おす! 雄! ♂（3月19日、MEGAMI）
- 満員バスで人妻のボインが思春期少年の体に密着! 2 パンパンに腫れたチ○ポを股間に感じて奥様のハァハァも止まらない。車内でグリグリ挿入させられちゃった!（3月21日、SWITCH）
- 男女入れ替え辞令! カラダの入れ替わり人事異動のある会社（4月26日、ROCKET）
- 女看守が囚人たちを必ずレズ堕ちさせるレズビアン女子刑務所 伊東真緒 紺野ひかる 真木今日子（5月7日、ビビアン）
- 憧れの先生が上はスーツ、下はブルマでオナニー!? 2 いつもボクに優しくて美人な先生のオナニー姿を見てしまった!しかもブルマ姿で色んな所に擦り付けまくり!!そんな思いもよらない姿にソソられたボクは我慢できず先生に近づくと恥じるどころかこんな僕のチ○ポを欲しがり始めて…!!（5月10日、SOSORU×GARCON）
- 夫に睡眠薬、夫の部下には強力勃起薬をこっそり飲ませて誘惑し何度も強制射精させる淫乱発情妻! 2（5月11日、MAGIC）
- 妄想アイテム究極進化シリーズ 夜になると動き出すエッチなマネキンだらけの秘宝館 ～Night of the museum of sex～ 真木今日子 川越ゆい 咲坂花恋（5月24日、ROCKET）
- 男の新ドライオーガズム 夢のM性感痴女『真木今日子』編 初公開!

撮り下ろし映像収録スペシャルエディション（6月13日、M男パラダイス）
- 俺のドール 眼が覚めたらドールが今日子になってて欲求を満たしてくれる俺の性奴隷になった 真木今日子（6月19日、RUBY）
- 潮吹きが止まらない～! 素人カップル限定! 手マンされながら彼氏と生電話でクイズに挑戦して高額賞金ゲットしてみませんか?（6月19日、ATOM）
- 社内の憧れエロ顔秘書はやっぱり淫乱なドスケベ巨乳痴女（7月7日、WEEKENDER）
- HYPER FETISH ハイレグいやらしクィーン（9月26日、デジタルアーク）
- 夫婦交換スワッピング! 「奥さんの目の前で、その勃起したチ○ポ私の中で激しく出し入れしてください」 旦那が見てるのに他人棒でイキまくるどうしようもない人妻たち 近所の御夫婦と公然不倫で大興奮!（10月11日、SWITCH）
- 人妻情慾白書 淫欲不倫旅情（10月12日、なでしこ）
- 母子交尾 【日影沢路】真木今日子（11月7日、RUBY）
- 一軒家追いかけ回し連続中出し痴漢（11月7日、アパッチ）
- 六本木のクラブで真正本物中出し大乱交ハードコアパーティ!!!! vol.2 美浦あや 愛里るい 浅美結花 優梨まいな ましろ杏 真木今日子（11月8日、SODクリエイト）
- 兄嫁 真木今日子（11月9日、なでしこ）
- 巨乳人妻上司と出張、温泉に泊まったらとんでもないガチンコ女でした。（11月23日、REAL）
- 人妻情慾白書 4丁目の情事（11月23日、なでしこ）
- もしも…「真木今日子」が○○だったら…。（12月1日、プラネットプラス/七狗留）
- ママ友6人と温泉旅行! 混浴露天は大人ボインだらけで男は僕ひとり! 「ママには内緒だよ」 若くて勃起が止まらない僕のびんびんチ○ポを洗うふりして握りしめこっそりマ○コに迎え入れてしまう食いしん坊奥様達万歳!（12月6日、SWITCH）
- このたびウチの妻（36）がパート先のバイト君（20）にねとられました…→くやしいのでそのままAV発売お願いします。（12月7日、JET映像）
- 『おばさんだけど良かったら練習台にして思いっきりエッチして。何度失敗してもいいから…』 父親が再婚してキレイで何をしても怒らない底無しに優しくて巨乳過ぎる義母が出来た!! 思春期真っ盛りの童貞のボクには刺激が強過ぎるけど日々ガン見! ガン見していたら当然勃起!! 勃起していたら当然、バレてしまい気持ち悪がられると思ったら心優しい義母は「おばさんだけど私でよかったらSEXの練習台になってあげようか? 私の体好きにしていいよ!」と言ってきた!! もちろん遠慮なく童貞喪失させてもらいました!! 当然、うまくいくわけなく何度も何度も中に出しちゃったけど怒られることなく本当にじっくりゆっくり最高の童貞喪失ができた!!と思ったら義母は義母で父親と全くご無沙汰らしく超欲求不満で一度SEXしたらボクのチ○ポが勃起しなくなるまで何度も何度も求めてきました!!（12月19日、Hunter）

- 真正中出し乱交パーティー参加オーディション! 素人男性がAV女優と中出しセックスできるまでのイベント密着ドキュメント!! 美浦あや 愛里るい 浅美結花 真木今日子（1月24日、SODクリエイト）
- 抵抗してもムダ いきなりチ○ポで壁ドン状態 ○年の勃起力に屈して奥様は犯られるだけ…。急襲人妻 突然イラマチオ（2月8日、SCOOP）
- 山奥にある隠れ家的温泉宿に痴女優『真木今日子』が潜入!宿泊客のチ○ポどころか旅館の主人と息子も親子ドン!（2月13日、ドバドバ大作戦/HERO）
- 妄想アイテム究極進化シリーズ 魂吹き込み憑依銃 3 高飛車巨乳女医とナースのいる病院編 優月まりな 三原ほのか 真木今日子（2月21日、ROCKET）
- 親父の再婚相手はソソる若母 息子のボクと、ほとんど年の変わらない女性と再婚した親父… 引きこもりで彼女もいないボクにとって久々の女性は義母と言えど刺激的!! すると女慣れしていないボクを楽しむように挑発する義母!?（3月7日、SOSORU×GARCON）
- 放尿チ○ポを覗き見する巨乳清掃員の顔に勃起チ○ポを押し付けさらにおしっこぶっかけたら…まさかの発情!? VOL.1（4月11日、DANDY）
- ママ友6人のボイン!母が居る横で息子とパパをドキドキ挑発6SEX!わざと胸の谷間を目の前で見せつけヤラれるように仕向けるむっつりヤリマン奥様達の誘惑（4月11日、SWITCH）
- 童貞息子の将来を気にした巨乳の母が優しく性教育! 愛撫だけで連続射精する敏感チ○ポを強化するため妊娠覚悟の生挿入!優しいスローピストンでチ○ポの形を噛み締めながら連続絶頂! 親子にも関わらず早漏改善するまで何度も中出し!（4月12日、V&R PRODUCE）
- 人妻ズボッと生電話中に寝取り中出し 旦那と電話中の奥様の敏感乳首こねくり回して不倫セックス生中継（4月12日、SCOOP）
- 真木今日子 極上映像4時間（4月19日、ルビー）※単体ベスト
- ガンギマリ媚薬エステサロン（4月25日、ROCKET）
- むっちりスケベな社長秘書 男を誘うムッチリ卑猥ボディ若妻寝取られ愛人生活（5月1日、まぐろ物産）
- 麻布で見つけた優しくて美巨乳な人妻に18cmメガチ○ポを素股してもらったらこんなヤラしい事になりました。（5月9日、アイエナジー）
- 睾丸ふやけるほど吸われ続けながら亀頭を指先でカリカリねっとり刺激され続ける3Pエステ（5月13日、アロマ企画）
- 【発情注意】ドスケベ女の獣FUCK!（5月19日、チキチキカマー/妄想族）
- 常にひざ枕メンズエステ（6月6日、アイエナジー）
- SEXの逸材。ドスケベ素人の衝撃的試し撮り 性癖をこじらせてプレステージに自らやって来た本物素人さん達の顛末。 VOL.42（6月7日、プレステージ）
- 人妻強制受胎 〜子宮に浴びせる復讐のスペルマ～ 真木今日子（6月14日、NAGIRA）
- 童貞息子を溺愛するデカ乳母が一緒に入浴! 母性溢れるオッパイに興奮した息子を密着泡洗体! 触れ合うだけのはずがご無沙汰マ○コはチ○ポ欲… 近親相姦中出しSEX! 2（6月14日、V&R PRODUCE）
- 男喰い -言いがかりをつけて男を喰いものにする女たち-（7月12日、REAL）
- オレの会社の偉そうにすぐ説教たれるクソ真面目な女上司が実はM女デリヘルで働いていたんだが…（7月12日、ヒメゴト）
- 旦那からの着信は不倫セックス中!! 不倫相手に促され電話に出た人妻は、必死に喘ぎ声を押し殺してはいたが、行為がエスカレートし興奮度はMAXに! 絶対にバレてる!? 8（7月12日、UMANAMI）
- えっちな女子校生の淫語かたりかけぐちゅぐちゅ連続絶頂スク水オナニー 3（7月25日、アイエナジー）
- ローションまみれのノーブラ乳首いじり（7月25日、SEX Agent/妄想族）
- 知的な眼鏡女性と見つめ合う完全主観フェラ 2 ～社会性に富んだメガネジョシ「私ならこうしゃぶる」～（7月25日、SEX Agent/妄想族）
- 肛門検査 ～ヒダ一本まで高解像度でじっくりと鑑賞する尻穴～（7月25日、SEX Agent/妄想族）
- 七年ぶりの真木今日子（8月13日、バルタン）
- (羞恥) ババコス! (BBA) 隣の実は極上な奥さんをア●カにしてみたら痴女に変身した件 (中田氏) (汗) COCO Premier 真木今日子 39歳（9月1日、プラム）
- ガンギマリ媚薬エステサロン 2（9月12日、ROCKET）
- 極上ボディで何度も射精させちゃう超淫乱高級デリヘル嬢 3（9月13日、BAZOOKA）
- お色気P●A会長＆悩殺女教師と悪ガキ生徒会 彩奈リナ 真木今日子（9月19日、グローリークエスト）
- レズビアンエタニティ ～巨乳エロティック動画配信レズビアン～ ましろ杏 真木今日子（10月1日、U&K）
- まるっと! 真木今日子（10月1日、プラネットプラス）※単体ベスト
- 催眠セミナーLIVE 被験者:真木今日子（10月2日、催眠研究所別館）
- 絶対領域痴女ハーレム 3  美脚に挟まれ身動きできず何度も中出しされちゃう!! 美谷朱里 真木今日子 鈴木さとみ 三原ほのか（10月25日、痴女ヘブン）
- 爆乳過ぎて勉強に集中できないよ! Hなこと教えて おっぱい先生（10月26日、ビッグモーカル）
- 媚薬オイル緊縛エステに堕ちた美人妻 エビ反り痙攣潮吹き! 激しくイキ狂う熟れた女体!!（11月1日、熟女塾/エマニエル）
- 催眠中毒W -隷女と令女-（11月1日、催眠研究所別館）共演：夏原唯
- 催眠中毒W 隷女と令女 真木今日子 夏原唯（2019/11月1日、ヒプノシスラボ/妄想族）
- 熟女レズ ハウスキーパーさんそこはお掃除しないで! 感じちゃう! 真木今日子 成澤ひなみ（11月7日、RUBY）
- 女上司にイビられ唇奪われ唾液飲まされ続けながら可愛い部下に乳首弄りと慰めフェラされ続ける（11月13日、アロマ企画）
- 夫が目覚めた性癖! 私の目の前で妻とファックしてください。（11月13日、ながえスタイル）
- ママシ〇タ!ボイン!友達のママのデカすぎるおっぱいでムギゅーされた僕。性欲全開ママは何も知らない僕のチ〇コにイタズラ弄びマ〇コを吸いつかせイキまくる（11月21日、SWITCH）
- ガーターベルトのふともも×腿コキ 3（11月25日、アロマ企画）※
- 乳のデカい人妻 本気の背徳ハメ撮り（12月1日、熟女塾/エマニエル）
- HIP HIP LEZBIAN（12月1日、U&K）
- M男たちのシェアハウスに真木今日子（12月13日、REAL）

- 裸のシェアハウス 彩奈リナ 真木今日子（1月1日、プラネットプラス/裸婦趣向）
- 一人カラオケ個室オナニー盗撮 黒パンスト半脱ぎで指ズボオナニーして白濁の本気汁を垂れ流して即イキするOLを隠し撮り 4（1月1日、変態紳士倶楽部）
- サービス最悪の出張女子エステティシャンを身動き取れない悶絶追撃アクメ鑑賞 イっても止めない固定電マで何度も痙攣失禁させ拘束フェラさせた件。（1月1日、変態紳士倶楽部）
- いきなり巨乳な奥さんに痴女られ2人がかりの膣ホールドで精子搾取された僕 真木今日子 美泉咲（1月17日、なでしこ）
- 出張先のビジネスホテルで女上司2人とまさかの相部屋W杭打ち騎乗位で朝まで中出しされるボク…。真木今日子 倉多まお（1月25日、痴女ヘブン）
- ママチャリ巨尻妻即ハメ中出し!（4月19日、アパッチ）
- 真木今日子にレズテクで勝ったら1000万円（4月23日、ROCKET）
- 女ボディガード 死闘遊戯（4月24日、GIGA）
- 後催眠中毒 彼女の取説 -トリセツ- 真木今日子（5月1日、ヒプノシスラボ/妄想族）
- 媚薬オイル緊縛エステに堕ちた美人妻 エビ反り痙攣潮吹き! 激しくイキ狂う熟れた女体!! 主婦達の禁断の輪 2（5月1日、熟女塾/エマニエル）
- G.H.Iカップ爆乳熟女禁断の生ハメ本番交渉（5月29日、なでしこ）
- 酔ってつぶれて中出しされてっ!! 2（6月5日、LEO）
- 出張サービス（マッサージ師、家政婦、パソコン修理）を頼んだので、むさ苦しい男かババアがやって来るかと思いきや…（6月25日、SOSORU×GARCON）
- ビッグバストモンスターズ ～天然爆乳が揺れる至高のおっぱい遊び～（7月13日、バルタン）
- ガーベラ & ゾラ ヒーロー搾精快楽責め（7月24日、GIGA）
- ふたなり美魔女ヒロイン 魔法美少女戦士フォンテーヌ（8月14日、GIGA）
- 洗車中のノーブラ巨乳妻ナンパ!! こぼれ落ちそうな胸チラしてる人妻3名ゲッツ!! 生ハメ中出しヤレんのか!? 200min（9月11日、ゲッツ!!）
- 冴えない万年平社員がナマイキ年下上司の妻を寝取る! 復讐の中出しセックス!（9月20日、STAR PARADISE）
- マンションの廊下で寝ていた 蒸れ蒸れパンストの泥酔OLを連れ込んで（9月20日、STAR PARADISE）
- 帰省先で再会した下品おばさん二人とまさかの相部屋。W巨乳に挟まれながら密着汗だくで痴女られた僕。真木今日子 本真ゆり（9月25日、痴女ヘブン）
- まるまる! 真木今日子（9月25日、なでしこ）※単体ベスト
- 後ろから突いて!（10月1日、FAプロ）
- 女王様のリング 3 ～欲望の地下女子プロレズ～ 真木今日子 三原ほのか（10月8日、ROCKET）
- どこまでヤレる!? アジアンエステの喰いこみパンツなお姉さん（10月20日、STAR PARADISE）
- なんと憧れの美人OLとホテルで相部屋に 2（10月20日、STAR PARADISE）
- 押しに弱そうなショップ店員と試着室にパンツの裾上げで2人っきり自慢のデカチンを出して勃起させると気になってもう目が離せない!! お客様… 困ります… ここはそんな所じゃ…。（11月13日、SCOOP）
- 人妻輪姦 … 夫が不在の日、主婦達は逃げ惑い幸せな家庭で犯される…（11月20日、クリスタル映像）
- 部屋結界 ～ようこそ僕だけの淫乱人妻マンションへ イヒ!～ 加藤あやの 八乃つばさ 羽生ありさ 真木今日子（12月10日、SODクリエイト）
- 年上の淫乱彼女に別れを切り出したら優等生の清純娘を差し出してきたから 媚薬漬けして母娘丼。市来まひろ 真木今日子（12月13日、MOODYZ）
- 巨乳母娘WNTR上京してきたデカチン従兄弟に息子の目の前で種付け交尾されまくる巨乳母娘の3日間 稲場るか 真木今日子（12月17日、グローリークエスト）
- ニーハイ・ミニスカ絶対領域チラ見せからのパンツ脱がないでオナニー（12月19日、タマネギ/妄想族）
- 三十代の女の丸出しストリップ・ダンス（12月25日、1113工房/妄想族）

- 無制限射精ハーレムソープ 暇過ぎて勝手に花びらトリプル回転! 24時間中出しさせられたボク 晶エリー 羽生ありさ 真木今日子（1月1日、MOODYZ）
- SPIDER KIJYOI PORN STAR（1月12日、MERCURY）
- 家賃が支払えないなら奥さんのカラダで立て替えてもらいましょうか? 笑  真木今日子（1月13日、溜池ゴロー）
- How to SEX 完全攻略＃02 熟女をお泊りデートで魅了する20の方法（1月29日、ゴーゴーズ）
- 魔の媚肉激震貫通マシーン Part2 秘奥の深層に至るまで凄絶な波動で突き上げる残酷装置に もがきながら為す術なく昇天し続ける7名の哀しき敏感女体（2月13日、BabyEntertainment）
- クリトリス吸引バイブオナニー クリが幸せ★彡 吸引と振動でクリトリスをW刺激、SEXでも見せないようなアヘ顔で絶頂を繰り返すAV女優達15名240分（2月18日、グローリークエスト）
- 初レズ素人限定潮吹かせ選手権1000cc噴出チャレンジ 2（2月19日、レズれ!）
- 淫乱Body爆乳熟女 真木今日子（3月7日、デジタルアーク）
- ナンパ人妻センズリ鑑賞 ママ友たちの共通の悩み 出産後の性欲は本当に凄いのに夫ったら… 出産後セックスレスに悩む主婦達に センズリ見せつけたら我慢出来ずに超絶的に発情するに違いない!! 妊娠～出産～子育て 思うように性欲を発散できずにいる人妻たちの前でチ○ポしごいて勃起させてみた…（3月12日、SCOOP）
- 黒人解禁 黒い巨砲 真木今日子（3月19日、バミューダ）
- 「オッパイに埋もれてイキたいあなたへ!!」 W神乳むっちり挟撃でイカせ尽くす逆3P中出しビッグバンエステ 春菜はな 真木今日子（3月19日、OPPAI）
- 暴虐蕩揺放置デビル・シェイカー 腹部強制痙攣×秘唇固定電マ×胸部淫猥吸引 = 女体制御不能昇天（3月19日、Baby Entertainment）
- 汚い尻穴をペロペロ嬉しそうに舐めチ○ポをシコシコしごきイカせる!!（4月1日、グローリークエスト）
- 濃厚唾液まみれ大人の接吻レズビアン 淫乱女は性欲全開のドスケベレズセックスに夢中! 真木今日子 弘崎ゆみな（4月22日、ヒビノ）
- 女だらけの混浴温泉で男は僕一人 巨乳ママ達15人スペシャル240分 目の前のデカパイに元気ビンビン思春期チ○ポ洗うふりして握りしめマ○コに誘ういけない奥様たち（6月10日、SWITCH）
- 母淫 熟れたデカ乳の隆起したデカ乳首吸いたくない?（7月1日、熟女塾/エマニエル）
- お母さんの玩具になった僕 悩殺! 魅惑の爆乳美義母! 真木今日子（7月7日、RUBY）
- えっちな女子校生の淫語かたりかけぐちゅぐちゅ連続絶頂スク水オナニー 6（7月22日、アイエナジー）
- 「ねぇ私の部屋に来てくれない?」 隣人が巨乳ボディコン人妻 妃ひかり 真木今日子（7月25日、痴女ヘブン）
- 憧れの女上司と 真木今日子（8月26日、タカラ映像）
- 黒人巨大マラ喉姦（9月1日、ワルハラ）
- おしっこ114連発 98人（9月2日、グローリークエスト）
- 隣で旦那が寝てるのに、カーテン越しに寝取られるヌルテカボインっ!! 猥褻オイルマッサージで硬チンほしがる完墜ちミセス達の我慢アクメ!!（9月10日、LEO）
- 黒人NTR（9月24日、MBM）
- HTK48 背徳感たっぷりの48分間 『あっダメ…もしバレたら…』『いやぁぁーイク～!』 絶対ヤッちゃダメって分かっている相手でも感じてしまう…。感じちゃダメって思えば思うほど濡れてきちゃう…。背徳感が興奮度を増幅させ、挿れられたら最後、激しいピストンで突かれまくって何度も中出しされてしまい、理性がぶっ飛んで気が狂うほどイキまくるドスケベな女たち。（9月28日、Hunter）
- 媚縛潜入捜査官12 精神崩壊の序曲（10月1日、ワルハラ）
- 「なんで止めちゃうの!? 今突いて！もっといっぱい突いて!」 イッたと同時におねだり追撃ピストンで何度も悶絶イキする欲求不満なインテリ女上司! 終電を逃したインテリ上司がボクの部屋にお泊まり! 普段は厳しくて意識高い系なのですが、お酒を飲むと溜まりに溜まった欲求不満が全開に!? ボクのチ○ポを欲しがって挿入すると、自ら激しく腰を振りまくりイッたと同時におねどり追撃ピストンを求めて悶絶イキ! 連続中出ししても追撃フェラで勃起させられて萎えることは許してくれず…!?（10月12日、Hunter）
- あん時のセフレは… 友人の母親 真木今日子（10月14日、タカラ映像）
- 国語・算数・理科・風俗 実写版 午後の授業は風俗と化す夢みたいな学校の話（10月19日、無垢）
- 熟女限定 熟女が部屋にやって来た お持ち帰り盗撮 そのままAV発売へ46 元気でカタい甥っ子チ●ポに欲情してしまった親戚の叔母編（10月19日、熟女バンク/熟女卍）
- 寝取られ巨乳妻中出し（10月20日、STAR PARADISE）
- 小汚いワンルームに風邪をひいたボクがレンタルママを呼んだら…。看病してもらうため今流行りの『レンタルママ』を派遣してもらったら綺麗で巨乳の女性が来て、本当の母親のように熱心に看病してくれる。寝汗でベトベトになった身体を拭くという時に、屈んだ彼女のボリュームある胸、ボクを触る柔らかな指使いに、不覚にも勃起してしまい怒られるかと思いきやニコリと微笑んで手コキしてくれたレンタルママ! しかしそれでも勃起が収まらないボクのチ○ポに段々欲情するレンタルママのサービスはエスカレート! 遂に…（10月26日、Hunter）
- 夫の見ている前で私を犯して! 今日子さんのスワッピング記録 真木今日子（10月29日、ディレクターズ）
- おばさん達の下着盗って何するつもりだったの? 「おばさんの下着だから欲しかったんです!」 若い男の子からそう言われた瞬間、ママ友達はトキメキと興奮が止まらず目の前の若者チ○ポで忘れていた女の感情を確かめる。（11月9日、椿鳳院）
- プライベートおっパブ お店が突然の休業 お金に困った嬢から2人で会いたいと連絡が… 店に内緒でおっぱい揉んで中出しセックス 真木今日子（11月11日、Mr.michiru）
- 全裸メンズエステ 恵比寿店（11月23日、SEX Agent/妄想族）
- 接吻熟女レズ 3（11月23日、なでしこ）
- 女上司と出張先で相部屋無防備なノーブラワイシャツ姿で迎えた朝「私…寿退社するの…。」と打ち明けられ思わず衝動的に告白した勢いでチェックアウトまでの限定SEX!!（11月23日、SCOOP）
- 目隠しベロチュー×乳首弄り×2回イクまで許してくれない手こき（12月14日、アロマ企画）
- エロ尻アナル見せ騎乗位 2（12月21日、アロマ企画）
- 真木今日子の自宅でたくさん犯してあげる。（12月31日、KANBi）

- 百戦錬磨の有名AV女優がメンズエステに転職したら色気とフェロモンが凄すぎて客を骨抜きにすることなど容易説 2（1月4日、アロマ企画）
- 職場で足フェチがバレてしまい女性部下の脚奴隷として何度も射精させられる Vol.3（1月4日、アロマ企画）
- 旦那には言えない…なすがまま、上から下まで弄られまくりの人妻たち（1月7日、LEO）
- お触り厳禁の洗体エステで超ミニスカ美人エステ嬢に我慢できずこっそりタッチ! 当然、拒絶され落ち込んでいたら隣からエッチな喘ぎ声が聞こえてきて… 2（1月25日、Hunter）
- 肌が触れるくらい近くでキミのズリネタになってあげるけどタッチはNGだよ!（2月1日、アロマ企画）
- エロいポーズで顔とチ○ポを交互に見ながらオナニー指示 2（2月1日、アロマ企画）
- 義弟の猥褻モデルになってしまった私 真木今日子（2月8日、ILLEGAL/妄想族）
- 女医in...（脅迫スイートルーム） 真木今日子（3月4日、ドリームチケット）
- レズ密着 ネコとタチ 女を喰らう女7人（3月8日、FAプロ）
- 美人巨乳家族痴女ハーレム 居候先の絶倫一家に強制中出しされ続けるボクの日常 水川スミレ 真木今日子 深田結梨（3月15日、E-BODY）
- 中年人妻 熟れた身体(からだ)の抱き心地（4月5日、FAプロ）
- まるっと! 真木今日子 (2)（4月5日、プラネットプラス）※単体ベスト
- 彼女に内緒で彼女の母ともヤってます… 真木今日子（4月12日、JET映像）
- 目が覚めると… 欲求不満の巨乳女上司がボクを押さえつけて汗だく騎乗位イキ! 出張先の宿がボクの手違いで女上司と相部屋に! 不機嫌な女上司をなだめるため一緒にお酒を飲んだのですがボクだけ爆睡… だけど目を覚ますと、泥酔勃起に発情した女上司がボクを押さえつけて汗だく騎乗位!? 激しく打ち付けられて中出しすると、すぐにチ○ポを咥え込み萎えることは許されない! 何度も中出しすると女上司はドスケベ顔で上機嫌になっていき…!?（4月12日、Hunter）
- エグい程下品な淫獣たち 北千住裏通りで見つけたイカれた肉弾ムチムチビッチと一日中ラブホに籠ってハーレム生ハメ中出し（4月19日、Hunter）
- 汗だく性欲まみれ痴女! 脱獄犯に強制中出しで犯されちゃったボク… 9 真木今日子（4月26日、痴女ヘブン）
- 「お母さんを許して」娘の旦那のデカチンに我を忘れてイキまくる母… 第三章 真木今日子（5月27日、グラフィティジャパン）
- 舐めるのが大好きなご奉仕系爆乳セレブ妻 きょうこさん40歳（6月1日、五十路ん）
- 「起きちゃった? お願いこのまま挿れさせて今日だけ…」 3年以上セックスしていない超欲求不満の巨乳過ぎるお姉ちゃんが禁断の近親相姦で中出し強要! ボクには巨乳過ぎるお姉ちゃんがいます! 日頃から無防備な格好をしているから服の隙間から大きな胸が丸見え!! 当然、そんなの毎日見ていたら姉とはいえたまらずフル勃起!! 姉にバレているとは思っていなかったが実は姉にはバレていたみたい…。姉は姉で日々ボクの勃起で興奮していたみたいで…。エッチしたくて我慢できなくなった姉はボクの寝込みを襲ってきて寝ているボクにまたがり勝手に騎乗位で何度も何度もイキまくり!! 結局、起きた後も何度も何度も中出しを強要させられちゃいました!!（6月7日、Hunter）
- 食込み股縄調教 10人の股間に食い込む麻縄（6月28日、バミューダ）
- ドエロい下品なW熟女が「もう射精してるってばぁ」状態でもヌイてくれる風俗アパート 美波もも 真木今日子（7月26日、痴女ヘブン）
- 年下男の若き精子を一滴残さず搾り取る淫乱中出しデート 圧倒的女性上位SEX 真木今日子（7月29日、KANBi）
- 勃起アピール男子に遭遇!? でもたっぷりご奉仕してあげる 真木今日子 皆川るい（8月2日、アロマ企画）
- 人妻ナンパ 251min 結婚してないふりをしてても着衣巨乳のニット姿は人妻の色気を隠せない!!（8月5日、h.m.p）
- チラ見せ!? 誘惑たっぷり逆セクハラ面接（8月16日、アロマ企画）
- 僕をダメにする爆乳逆バニー女上司 仕事終わりにラブホへ呼び出されデカ乳揺らす暴走腰振りピストンで何度も中出し犯される僕 吉根ゆりあ 真木今日子（8月23日、痴女ヘブン）
- シン・ババコス 激情版：｜｜ Hair / したごころを、君に 家で主婦を新世紀BBAコスハメ撮り! 照れたBBAイキまくりな神動画撮れた（9月8日、プラム）
- 姑の卑猥過ぎる巨乳を狙う娘婿 真木今日子（9月20日、グローリークエスト）
- 高級マッサージ! 洗練された人妻セラピストによる卑猥施術でヌキ本番! 人妻マ○コと手コキで最高に気持ちいい射精!（10月22日、ビッグモーカル）
- 黒ストッキングの太腿で両手ロックされ乳首弄られ続けながら亀頭ふやけるまでち○ぽしゃぶられ続ける3P快楽地獄（11月8日、アロマ企画）
- 泌尿器科のナース待ち伏せナンパ! AV男優の絶倫デカチン性病検査してみませんか? パンパンに膨らんだ竿と金玉をあの手この手で静めてください! チャレンジ成功で100万円! 失敗したら中出し罰ゲーム!（11月15日、はじめ企画）
- 「えっ? コレが実習?」 ライフセーバー専門学校に入学したら男はボク1人! 水着女子がマウスtoマウス & 心臓マッサージ実習するもんだから当然フル勃起! 実習中は水着の女子たちの谷間やお尻が見えまくり! さらにボクが救助者役をやったらみんなボクにマウスtoマウスしてくるので当然フル勃起! 案の定 勃起がバレて怒られると思いきや体力がある女子たちはボクのチ○コに発情し始めマ○コtoチ○コしちゃいました。（11月22日、Hunter）
- 「何も聞かないで私を抱いてくれる?」 同じバイトのどこか陰がある若妻が気になって…。同世代にはない優しさと色気にボクはもうガチ惚れ! 旦那や子供の話は教えてくれないけど、それでもボクは我慢できず。若妻もボクの若さゆえの勢いに惹かれ…。欲求不満の若妻って凄いんです。足腰立たなくなるまで搾り取られて次のシフトは休むかもしれません。（12月13日、Hunter）

- ヤレる人妻回春マッサージ34 中出し交渉盗撮（2月7日、変態紳士倶楽部）
- 夫に内緒で義父に頼んだ妊活 真木今日子（2月14日、タカラ映像）
- 夫の部下に犯され続けた3日間 真木今日子（2月20日、プラネットプラス/七狗留）
- レズ密着 ネコとタチ 愛欲のぬかるみ 私と先生の365日 真木今日子 須崎美羽（2月28日、FAプロ）
- M男クンを待たせてる部屋の鍵、お貸しします。（3月10日、ワープエンタテインメント）
- 弟の嫁を妄想で… 真木今日子（4月20日、プラネットプラス/七狗留）
- M男クンの家（ウチ）までWデリバリー爆乳お姉さん 夕季ちとせ 真木今日子（4月25日、痴女ヘブン）
- 綺麗なおばさま達の濃厚レズ 4（5月27日、セブンエイト）
- フタナリ融合 百瀬あすか 真木今日子 辻さくら（6月8日、ROCKET）
- 爆乳温泉痴女姉妹 Jカップ Iカップ 真木今日子 水原みその（6月9日、ま○こ銀行）
- 結婚間近の婚約者がいるにも関わらず巨乳女上司から休日呼出し、上から目線のパワハラ誘惑されて見下されながら一晩中何度も中出し強要させられた。 真木今日子（6月27日、h.m.p DORAMA）
- レズ密着 ネコとタチ 女と女のただれた性生活（7月18日、FAプロ）
- 性処理妻 真木今日子（8月22日、タカラ映像）
- 「あなた、ごめんなさい…。」 妊娠危険日にムリヤリ義父に種付け中出しされています… 真木今日子（10月13日、人妻花園劇場）
- 息子なら母姉妹の裸当ててみて! 家族揃ってデカ乳輪 + 妊娠まであるぞSP（11月9日、ROCKET）
- 引きこもりの冒険 オンラインゲームばかりしている僕を心配した元ヤリマンギャルの義理の母とSEXしたら相性が抜群で…! 自信がついて湧き上がるエネルギーで精子の尽きない毎日二桁射精ライフ!!（11月10日、ホットエンターテイメント）
- 綺麗な近所の奥さんが♡ 真木今日子（11月14日、タカラ映像）
- 中出しイチャラブ温泉旅行 真木今日子（11月23日、月刊彼女）
- 悪女連合 ヒーロー骨抜き陥落 純情戦士ワイルドシルバーを襲う三悪女の淫撃（12月8日、GIGA）
- 色情浪漫 シネマポルノ 人妻官能エロス【第九章】 娘の夫のデカチンの虜になる義母たち 強制和姦 六話収録240分（12月15日、MBM）
- 友達の母さんと2人っきり もしかしてだけど… 胸の谷間やエロ尻をわざと見せつけて僕を誘ってるんじゃないの!? 「お前の母ちゃん、超エロいじゃん!!」 誘惑デカ尻ママ（12月26日、SCOOP）
- 顔で抜く!! 顔面ドアップガン見手コキ（12月26日、SEX Agent/妄想族）

- 終電を逃した欲求不満巨乳女上司2人がボクの家に来て強制宅飲み! 泥酔して悪乗りした2人がボクの目の前で本気のベロチューからの胸の揉み合いで感じまくりのレズプレイ!（1月9日、Hunter）
- 「もし良かったら… 大きくなってるオチ○チンも何とかしましょうか?」 頼んでもないのに進んで性処理までしてくれる世話好きむっつりスケベ出張家政婦!（1月30日、Hunter）
- 母と一緒にAV鑑賞してて 目の前でリアルに僕の勃起チ〇ポを見た母は エグい程興奮してヤバい近親相姦に発展しちゃいました。（1月30日、SCOOP）

### アダルトVR
- 俺専用! 最高級おっぱいコンビを一人占め 真木今日子 彩奈リナ（6月2日、CASANOVA）
- 働く女達の性事情 ～爆乳OLコンビのSEXキャンペーン～ 真木今日子 彩奈リナ（6月9日、CASANOVA）
- いとこの僕と美人四姉妹の中出しハーレムSEX もしも全員が昔から僕の事を好きだったら… さくらみゆき 小峰みこ 真木今日子 希咲あや（6月15日、WOW!）
- W爆乳OLと二股社内恋愛（6月16日、CASANOVA）
- 嫁のスペック高過ぎで風俗いらず（6月16日、CASANOVA）
- 生ハメ性感ち○ぽエステサロン 真木今日子 希咲あや（6月19日、WOW!）
- プロダクション直営AV女優在籍高級ピンクサロン 2回転ver. 真木今日子 希咲あや（6月27日、WOW!）
- 3DVRかつ、360°だから再現できた、都心の貧困ジョシ最前線 絶倫童貞のボクが激安ルームシェア物件 真木今日子 美泉咲 二階堂ゆり（8月1日、CASANOVA）※VR-1グランプリ2017エントリー作品
- 超高級Wソープ 真木今日子 浜崎真緒（9月19日、KMPVR）
- 長尺VR リアル風俗卒業宣言! この1作品で色んな風俗がバーチャル体験できる!! 4コーナー＋特典1コーナー すべて本番あり 水野朝陽 浜崎真緒 推川ゆうり 真木今日子（9月29日、BAZOOKA）
- 嫁のスペック高過ぎで風俗いらず 2（11月3日、CASANOVA）
- 超VIP席! お姉様達の見せ付けレズ 浜崎真緒 真木今日子（11月3日、CASANOVA）
- ハズレ無しデリヘル（11月24日、CASANOVA）共演：浜崎真緒
- 最高級美女体を阿修羅責め（12月8日、CASANOVA）

- 新人AV女優のデビュー作で初カラミ男優に抜擢された僕。 女プロデューサーの親身なディレクションで身体も心も丸裸! 咲々原リン（9月21日、ワンズファクトリー）※ 主演は咲々原リン。真木は助演。
- 突然僕に起こった超ラッキーな1日!! 3人の色んな女とやりまくり入院生活!（10月17日、VR buz）
- クサい男が大好きなエマニエル夫人（10月25日、爆脳VR）
- 突然僕に起こった超ラッキーな1日!! 3人の色んな女とやりまくり学校生活!（11月29日、VR buz）

- 混浴温泉に入ったら巨乳美女とばったり! 悲鳴をあげられるかと思ったら逆に歓迎されて犯されてしまったボク。発射は生中出しでした。（1月8日、4K VR）
- サキュバスVR 七色に輝く魔法陣から現れたグラマラスな淫魔の唾液やマン汁で勝手に勃起状態! 抵抗できず精力を奪われ体は痩せ細っていき僕の意思とは関係なくチ○コは壊れたように連続射精!（3月22日、SODクリエイト）
- 唾飲みVR3 ハーレム唾たらしSP（3月22日、SODクリエイト）
- 肉感たっぷり巨乳人妻高級マッサージ 真木今日子 ましろ杏（3月27日、4K VR）
- 声ガマンっ! VRゲームをしている友達の目の前で友達の母親に中出ししちゃうVR!!（3月28日、KMPVR）
- 入院中の僕に起こった今日子先生のエロエロ中出し診察室（4月3日、VR buz）
- 僕の周りは女性ばかり! ギュウギュウ車内で顔面目前キス寸前! 満員電車ラッキーポジションVR 阿部乃みく 雛菊つばさ 高菜りの 浅美結花 真木今日子 ゆずき結花 高波奈々未（4月5日、SODクリエイト）
- 両隣の欲求不満な人妻に襲われてドスケベ中出しSEXしちゃった僕 真木今日子 ましろ杏（4月16日、KMPVR）
- 聴覚刺激VR オナニー女子の吐息・耳舐め・愛液音（5月11日、SODクリエイト）
- 挑発! パンチラ拷問（8月16日、アロマ企画）
- 脱獄犯VR服役囚で禁欲8年! 汗と性欲まみれの締まった体でアナタを犯し続ける! 巨乳でコンビネーション抜群! 前後左右から密着・耳元淫語で人生最後の中出しSEXを楽しむ痴女! 彩葉みおり 真木今日子（10月4日、PREMIUM）
- 満員電車で胸の谷間全開の巨乳痴女に囲まれ思わず勃起したら全員にヤられた 真木今日子 星空もあ 羽生ありさ（10月16日、DANDY）
- 司書さんは痴女、声を出さずにイカサレたボク（10月31日、4K VR）
- 目の前に広がるランジェリーナ! ぷにぷにモリマン むちむちTバック もみもみブラジャー ぷりぷり美尻 ほぼノーモザイクVR（11月13日、ROOKIE）
- 目の前でお尻をじっくり観察! アナルを開いたり閉じたりパクパクしたりガッツリ丸見えVR（11月29日、ROOKIE）
- 射精コントロール! オナ指示痴女 ～超淫語炸裂! 爆乳不倫寸止め焦らし!～（12月27日、CASANOVA）
- あなたが真木今日子と浮気をしてる途中に嫁が家に帰ってきたら…（12月27日、4K VR）

- 強烈挑発! ～爆乳と淫語と過剰フェロモンでドMに痴女りまくる激シコ確定VR～（2月21日、CASANOVA）
- ハメなしエロチシズム いじめられたいあなたへ・・（7月25日、爆脳VR）
- デジタルリマスターで鮮明に蘇る! VRドチャシコ名作コレクション～真木今日子（8月21日、CASANOVA）※単体ベスト
- サキュバス4体×エルフ1体×乳魔1体×ゾンビ2体 妖艶×魔族と性欲尽き果てるまで濃厚異種姦200分over!!!（9月10日、SODクリエイト）
- VR若奥様は裾まくり! ハイクオリティー（12月24日、仮想空間少女伝説）

- 脳がトロける甘い囁きに精子が勝手に出ちゃうほど焦らしプレイで 完全ノータッチJOI専門風俗「脳イキ紳士倶楽部」吉根ゆりあ 真木今日子（1月28日、SODクリエイト）
- GO TO 温泉! お背中お流ししましょうか? 美女と温泉貸し切りしっぽり中出し 高画質60fpsスペシャル!（3月26日、4KVR+）
- 女性がフルーツを食べるだけのVR（4月23日、1113工房VR）
- 現役キャビンアテンダントの裏風俗 倉多まお 新村あかり 真木今日子（10月25日、KMPVR）
- VR オナニー君に。 ハイクオリティー（12月24日、仮想空間少女伝説）

- 帰省先のド田舎でまさかの相部屋。豊満ボディ痴女と汗だく密着2SEX19射精190分 真木今日子 推川ゆうり（9月13日、痴女ヘブン）
- 回春 献身性愛介護 真木今日子（10月4日、アイシス）

- 女性の身体のパーツを目の前でガン見する vol.5（3月20日、1113工房VR）
- ド痴女マスクVR 乳首ビンビン豊満ムチボディケダモノSEX 長尺190分2SEX20射精 しおりさん きょうこさん（4月25日、痴女ヘブン）
- Icup神乳のS級彼女に誘惑されて狭い車内で汗だく猛烈FUCK! 性欲旺盛ドスケベマ○コを一心不乱に責めると【潮吹き & 絶頂連発!】【挟射・中出し4発・顔射】炎天下汗だくカーセックス 真木今日子（7月11日、こあらVR）
- SEX ROOM ～次々と湧いてくる10人の美女と同時子作り脱出計画～ 真木今日子 彩奈リナ 成澤ひなみ 海埜ほたる 平井栞奈 優梨まいな 加賀美さら 葵百合香 須崎美羽 彩乃ゆかり（9月11日、HMN WORKS）
- 生足舐めさせセンズリ鑑賞（9月22日、AQUA）

- 乗っかられながら一緒にオナニー（1月5日、AQUA）

### アダルト配信
- きょうこ (tokyo224)（5月11日、Tokyo247）
- KEIKO（12月14日、すっごくカラダのE子ちゃん）
- 中川さん（12月26日、I原店長のパートさん入れ喰い日誌）
- きょうこ (pwife029)（12月18日、P-WIFE）

- 今日子（12月29日、ウルトラの膣）

- 募集ちゃん 029 キョウコ 25歳 丸の内勤めOL（12月23日、ARA）
- ラグジュTV 152 愛川恭子 37歳 経営者（12月26日、ラグジュTV）

- きょうこ 2 (pwife244)（3月13日、P-WIFE）
- ラグジュTV 285 愛川恭子 37歳 経営者（5月7日、ラグジュTV）
- きょうこ（8月5日、北池袋盗撮倶楽部）

- kyoko（4月23日、S-Cute）
- きょうこ (lady055)（6月21日、LadyHunter）
- 和気さん（6月25日、e-エステ）
- kyoko 2（8月5日、S-Cute）
- きょうこ (pwife378)（8月6日、P-WIFE）
- きょうこ (htut164)（8月11日、人妻空蝉橋）
- 海ナンパ 10 in 湘南 きょうこ 27歳 & 歯科助手 あすか 25歳 歯科助手（8月12日、ナンパTV）
- きょうこ (urutora167)（12月17日、ウルトラの膣）
- きょう (urutora169)（12月23日、ウルトラの膣）

- きょうこ（2月2日、＃オフパコ）
- きょうこ 3（3月6日、P-WIFE）
- きょうこ 2（5月16日、北池袋盗撮倶楽部）
- じゅん & ひとみ（8月7日、E★レズDX）

- マジ軟派、初撮。 1241 今日子 27歳 パティシエ（1月9日、ナンパTV）
- 松岡麻耶（2月17日、舞ワイフ）
- 【超ミラクル豊乳】26歳【普通のOL】きょうこちゃん参上! 決して普通じゃない装いで現れた彼女の応募理由は『最近カラダが火照っちゃって…♪』盛りと言う事ですね? とにかくスタイル抜群の【爆乳OL】胸もお尻もプリンプリン♪『私、多分性欲が強いんです…』男に飢えた普通?のOL【半端ないフェラテク】【男を幸せにするパイズリ】カラダが火照り過ぎて【アナル舐め手コキ】暴走が止まらない変態OLは2本のチ◯ポぶち込まれオーガズムの嵐! 色々普通じゃないエロ事務員のド変態SEX見逃すな!（3月13日、ARA）
- 百戦錬磨のナンパ師のヤリ部屋で、連れ込みSEX隠し撮り 116 今日子 28歳 パティシエ 『縛られたい願望があるw』の一言でまんまと拘束され乳首とオマ〇コ同時責め! ノリ良し顔良しカラダ良し! 爆乳揺らしてイチャラブSEX!!（3月22日、ナンパTV）
- 今日子（3月23日、素人ふらわー）
- きょうこ 4（4月28日、P-WIFE）
- きょうこ 5（6月2日、P-WIFE）
- 夜の巷を徘徊する "激レア素人"!! 22 キョウコ (本名) 41歳 某企業経営者  Z●Z● SUITSを着こなす"全タイ(全身タイツ)"美女!! アキバの片隅で密かに行われている"全タイ"マニアの激レアすぎる同好会に密着!! そこで行われている理解しがたい(エロ過ぎる)変態ワールドは、アナタの股間を魅了する事間違いなし!! & …違う意味でZ●Z● SUITSの注文が殺到する事も間違いなしの撮れ高でした!!!（6月20日、プレステージプレミアム）
- きょうこ先生（9月20日、嗚呼、素人）
- 今夜決心!? AV女優への転身を悩み中のグラドルにギリギリまでナマ体験してもらったら… 完全版（10月23日、パラダイステレビ）
- 妄想アイテム究極進化シリーズ 女体化スキンダークサイド ～呪いの皮で悪堕ち 真木今日子 七海ゆあ（11月21日、ROCKET）
- MCマンション 母と娘に●●をかけて連続淫乱化! 理性ゼロのエロエロな3P!（12月26日、SODクリエイト）

- きょうこ（4月11日、パコッター）
- きょうこ 2（4月11日、パコッター）
- まき（4月16日、private mask）
- こころ (inst031)（6月4日、いんすた）
- ともよ & こころ（6月25日、いんすた）
- 今日子 (df368)（6月30日、熟女楽園）
- チートすぎる天然垂れ乳Icupがぷるんぷるん♪見せたがりノーブラ巨乳妻を●車中にナンパしたら、驚愕のドスケベ発情! 地球の重力に抗えない垂れ乳がゆっさゆさ揺れて震えて乱れまくり! 反則の騎乗位とパイズリでペニスを激硬させられゴム無し生ハメ! 全精子を膣奥吸引されたww（7月17日、素人こねくしょん）
- Icup爆乳公務員が絶対にヤレる媚○オイルエステでエンドレス絶頂! 興奮剤の入ったオイルでぬるてか施術され急性発情! 生チ●ポで膣奥を掻き回されたくてたまらなくなりゴム無しSEX懇願!（7月31日、素人こねくしょん）
- 【個撮 × 爆乳高飛車レイヤー】生意気女をデカチンで制圧☆拘束調教で辱められどМな本性覚醒した淫乱女に膣内射精ww 野々宮ぴんきぃ（8月25日、黒船）
- きょうこ 6（12月6日、 P-WIFE）

- きょうこ 7（1月24日、P-WIFE）
- きょうこ & ゆりな（4月6日、P-WIFE）
- まき（7月12日、素人おまん娘）
- とうこ (inst176)（10月21日、いんすた）
- こころ 2 (inst178)（10月28日、いんすた）
- とうこ & こころ（11月11日、いんすた）

- こころ & りお（2月13日、いんすた）
- ラグジュTV 1554 真木今日子 AV女優 全身からエロチックなオーラが溢れる美熟女が貪欲に責め乱れる! 洗練されたテクニックに男を骨抜き! ねっとりとしたフェラや魅惑の腰つきで騎乗位で乱れイク姿は必見!!（4月29日、ラグジュTV）
- 常に乳首をイジイジレロレロしてくれるデリヘル嬢 きょうこさん(29)（2月23日、Mr.michiru）
- こころ 3 (inst212)（2月24日、いんすた）
- 宅ナンパ  きょうこ & リナ（3月24日、アマTV）
- ラグジュTV 1554 真木今日子 AV女優 全身からエロチックなオーラが溢れる美熟女が貪欲に責め乱れる! ●練されたテクニックに男を骨抜き! ねっとりとしたフェラや魅惑の腰つきで騎乗位で乱れイク姿は必見!!（4月29日、ラグジュTV）
- きょうこ (gjkz417)（5月17日、素人熟女図鑑）
- きょうこ 2 (gjkz420)（5月17日、素人熟女図鑑）
- 元パティシエのセクシー女優に昔の職場の素人女子を厳選して合コンに参加してもらったら想像以上に可愛い女の子が来たのでこれはもう絶対ヤルしかない!（6月5日、パラダイステレビ）
- 【街角連れ込みナンパ＃20】マッチングアプリで待ち合わせしたら神秘的美女&爆乳Iカップ&エロ過ぎお姉さんだった!! 人生初の情熱的なフェラでフル勃起 & 暴発そしてごっくん! 爆乳をぶるんッぶるんッさせて最後は再暴発で中出し!（6月16日、きゃっち）
- 痴女る女と犯ラレル男とそれを傍観する俺ら 真木今日子（9月15日、WAAPサロン）
- 今日子ママ（11月30日、嗚呼、妄想）

- キョウコさん & リオさん（5月19日、いんすた）
- キョウコ (instc441)（5月26日、いんすた）
- キョウコ (instc504)（11月19日、いんすた）
- 伝説の性感マッサージ　VS　真木今日子（フェザーズ　12月25日）

- きょうこ (pwife993)（1月1日、P-WIFE）
- きょうこ（1月26日、イキガイ風俗）

### 女性向けアダルトビデオ
DVD
- GOSSIP & SCANDAL FOCUS 002（2023年8月10日、SILK LABO）※配信作品「アンバランスな口づけ 橘聖人 真木今日子」を収録。

配信
- 八月の青（2013年9月2日 、GIRL'S CH）※GIRL'S CH限定配信
- スイート・トラブル・ハウス番外編 アラン ワンナイトカーニバル 月野帯人 真木今日子（2015年11月12日、SILK LABO）
- ブラザー × プリンセス ～男だらけの家で女は私1人～ （2019年8月9日、GIRL'S CH）
- アンバランスな口づけ 橘聖人 真木今日子（2019年11月21日、SILK LABO）
- 1か月禁欲した長瀬広臣と真木今日子が貞操帯をはずしたら 何度イっても止まらない! 快楽貪りあいオーガズムSEX（2020年3月12日、GIRL'S CH）
- 「本当のSを教えてください」 ドS男子に責められて今までにないほど濡れてしまい… 長瀬広臣 真木今日子（2020年4月2日、GIRL'S CH）
- 攻められて悶える表情が大好物♡ 女子リードエッチ♡ 成宮仁 真木今日子（2022年2月4日、SILK LABO）
- 止まらない連続絶頂 何度イっても止まらない快楽を貪りあう究極のオーガズムSEX 千歳小梅 真木今日子（2023年1月12日、カゲキっch）
- 快楽堕ちした男の潮吹き  イってもイっても手加減なし! 追撃手コキで射精より凄い激イキ快楽地獄へ… 輝大 浜崎真緒 真木今日子（2023年1月26日、カゲキっch）

### イメージビデオ
- 汗だくエクササイズ（2016年6月23日、LEMON HEART）
- 童貞喰い～痴女お姉さんによる卑猥な指導 今日子（9月28日、オルスタックソフト販売）
- 弄ばれてマゾッ気に目覚める女の危うい性癖 今日子（2019年10月30日、オルスタックソフト販売）
- ヴィーナス・テルメ 真木今日子（2022年4月28日、オルスタックソフト販売）- DVD版とBD版でジャケット写真が異なる。
- 女流あん摩師 今日子（2023年2月27日、オルスタックソフト販売）

## 書籍・その他

### 写真集
- ぐるっとまわせる! 原寸大おっぱい図鑑3D（2019年2月4日、一迅社　撮影：須崎祐次、監修：安田理央）ISBN 978-4-7580-1631-5 ‐Iカップモデル[7]

### 電子書籍
- DIGITAL MOOK 真木今日子 涙が出るほど感じた、大満足の初脱ぎデビュー!（2012年9月21日、DEC）
- 妄想彼女 NUDE 真木今日子（2014年2月7日、DEC）
- 加納典明 ART WORKS  真木今日子（2016年1月2日、月刊デジタルファクトリー）
- 【熟女のおもてなし】美人主婦ナンパ撮り 真木今日子（2019年8月6日、Milkyway）
- デジグラ・デラックス 真木今日子 001（2020年11月17日、デジグラ）
- デジグラ・デラックス 真木今日子 002（2020年11月17日、デジグラ）
- デジグラ・デラックス 真木今日子 003（2020年11月17日、デジグラ）
- デジグラ・デラックス 真木今日子 004（2020年11月25日、デジグラ）
- デジグラ・デラックス 真木今日子 005（2020年11月25日、デジグラ）
- 躾×緊縛 II 昭和調教（2021年7月9日、MoveOn）
- めぞん今ノ刻 ～艶やかな管理人～【グラビア版】（2021年10月15日、プレステージ出版）
- めぞん今ノ刻 ～艶やかな管理人～【ヘアヌード版】（2021年10月15日、プレステージ出版）※【ヘアヌード版】のみ特典映像付き

### 雑誌
- Bejean 2010年1月号（ジーオーティー）- グラビア
- DVDヨロシク! 2011年10月号（三和出版）- 「Gカップ絶品ボディのベッピン女子大生が絶叫しまくりの連続イキ! ゼッピン! 真木今日子 (19)」※付属DVDに収録。
- 裏モノJAPAN  2012年4月号（鉄人社）- 「思い出のアルバム 真木今日子」

### グッズ
- 真木今日子 等身大抱き枕カバー ＜SexyランジェリーVer＞（2018年3月25日、ゲファルサ）

## 出演

### テレビ
- おとなの子守唄（2013年6月7日、サンテレビ）…『鶴光先生の出張美女診断』ゲスト
- ダウンタウンのガキの使いやあらへんで！（2015年6月14日、日本テレビ）
- 魚拓と成瀬のツキとスッポンぽん #65,#66（2015年11月29日、12月6日、パチ・スロ サイトセブンTV）
- 生放送・今夜決心!? AV女優への転身を悩み中のグラドルにギリギリまでナマ体験してもらったら…（2019年2月21日、パラダイスTV）[8]
- アイドルのアソコ♪～ギンギン♂ガールズ完全版（2019年7月23日、パラダイステレビ）[9]

### ドラマ
- 【AーONE】ミッション：ティンポッシャブル（2017年11月、パラダイステレビ）– キョウコ・マキ[10]

### 映画
- SCOOP!（2016年10月1日公開、東宝、監督：原田眞人）
- よみがえりの島（2016年8月20日公開、OP PICTURES＋、監督：山内大輔）
- 人妻漂流　静寂のあえぎ（2016年11月4日、オーピー映画、監督：山内大輔） - マキ 役
  - 静寂に抱かれる女（2017年7月2日、OP PICTURES＋） - マキ 役※再編集版
- SEXアドベンチャー　ワンダー・エロス（2018年4月、オーピー映画、監督：国沢実） - エロス1(ワン)
- ぐしょ濡れ女神は今日もイク!（2017年3月24日、オーピー映画、監督：山内大輔） - マキ
  - しあわせ配達人・ユリ子（2018年、OP PICTURES） - マキ ※『ぐしょ濡れ女神は今日もイク!』の一般公開用編集版
- アブノーマルファミリー 新妻なぶり（2018年11月16日、オーピー映画、監督：山内大輔）- マキ[11]
- 豊満OL 寝取られ人事（2018年12月28日、オーピー映画、監督：関根和美） - 池田美緒[12]
- 若妻トライアングル ぎゅっとしめる（2019年7月19日、オーピー映画、監督：山内大輔） - 茉莉花[13]
  - まりかマリカまりか（2019年8月28日、オーピー映画）※『若妻トライアングル ぎゅっとしめる』の一般公開編集版[14]

### オリジナルビデオ
- あぶない女刑事 SEXYリベンジ（2015年8月20日、ラインコミュニケーションズ）- 主演・マリコ
- KINBAKU～月の章～ （2016年、ニューセレクト）- 主演・美月姫[15]
- 未来世紀アマゾネス（2017年、ニューセレクト）- 主演・マキ[16]
- 未来戦士アマゾネス（2017年、ニューセレクト）- マキ[17]
- 女闇金-マキ- 金とSEXが呼ぶ肉欲煉獄（2018年、竹書房）- 主演・マキ(女性専用の闇金会社「チューリップ・ファイナンス」社長)
- 脚本家の若妻（2019年7月、エー・ビー・エンタテインメント）- 今日子 ※各プラットフォームでの動画配信のみ
- セクシードール・マリエ SEXY万能秘書のヒミツのカラダ（2019年8月2日、竹書房）- 主演・マリエ
- 芸者～GEISHA～（2019年10月、オールイン エンタテインメント）- 主演・京香
- 嬢王輪舞曲　時をかけるキャバ嬢と極上の一夜（2020年12月2日、竹書房）- 和子[18]
- エクスタシー・キャットウィッチLISA（2021年11月5日、シネポップ）- 恵[19]共演：市来まひろ・加賀美さら・及川大智

### ウェブテレビ
- トイズハートプレゼンツBUBKA「きのう誰食べた」（2012年11月14日ゲスト出演、ニコニコ生放送）篠田ゆうと共演[20]
- 矢口真里の火曜The NIGHT#119（2018年8月29日、AbemaTV） - ギンギン♂ガールズとして出演
- ロンドンハーツABEMA特別編（2022年5月31日、ABEMA）アンケート協力[21]

### ラジオ
- ラジオのアナ〜ラジアナ・深夜3時のヒロイン（2023年6月1日、6月8日、FM NACK5）

### イベント
- TIFもハジける！スパークリングNIGHT!!（2019年8月2日、TOKYO IDOL FESTIVAL 2019内 特設会場）[22]

### ゲーム

#### PlayStation 4・PlayStation 3
- 龍が如く0 誓いの場所（2015年3月12日、セガ）ゲーセン店員・今日子役